# Franco Maria Malfatti
Franco Maria Malfatti (Roma, 13 giugno 1927 – Roma, 10 dicembre 1991) è stato un politico e giornalista italiano, presidente della Commissione europea dal 2 luglio 1970 al 1º marzo 1972 e più volte Ministro della Repubblica Italiana.

## Biografia
Nato a Roma il 13 giugno 1927, di origini sabine (il padre era originario di Contigliano e la madre di Forano), Malfatti intraprese la sua carriera politica al fianco di Giuseppe Dossetti e all'interno del movimento giovanile della Democrazia Cristiana, di cui divenne delegato nazionale nel 1951. Aderì al gruppo «Nuove Cronache» creato da Amintore Fanfani.
In seguito Malfatti fu membro della direzione centrale della Democrazia Cristiana, ne diresse l'ufficio propaganda e l'ufficio attività culturali. Diresse la casa editrice «5 Lune» e fu direttore politico del «Popolo» e della «Discussione». Scrisse su altre riviste di riferimento della Democrazia Cristiana, come «Per l'Azione» e «Cronache Sociali».
Venne eletto per la prima volta alla Camera dei deputati nel 1958 per la circoscrizione Perugia-Terni-Rieti. Venne rieletto in tutte le successive elezioni politiche fino al 1987.

### Primi incarichi di governo
Il 4 dicembre 1963 Malfatti venne nominato sottosegretario all'industria e al commercio nel governo Moro I, in carica fino al 22 luglio 1964. Ricoprì lo stesso incarico nell'ambito del governo Moro III tra il 23 febbraio 1966 e il 24 giugno 1968. Nel successivo governo Leone II Malfatti fu sottosegretario agli affari esteri, e poi con l'entrata in carica del governo Rumor I il 12 dicembre 1968 divenne sottosegretario al bilancio.
Il 5 agosto 1969 venne formato il governo Rumor II e Malfatti venne nominato per la prima volta ministro. Gli venne assegnata la delega alle partecipazioni statali. Nel governo Rumor III in carica dal 27 marzo 1970 Malfatti fu invece ministro per le poste e le telecomunicazioni. Si dimise il 9 giugno 1970, dopo essere stato indicato dal governo come uno dei due commissari europei dell'Italia.

### Presidente della Commissione europea

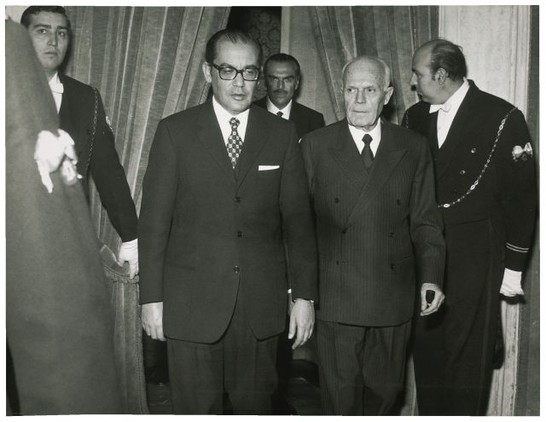
Il Presidente della Camera dei deputati Sandro Pertini riceve il Presidente della Commissione Europea Malfatti nel 1970

Malfatti venne nominato presidente della Commissione europea e la sua Commissione entrò in carica il 1º luglio 1970. Fu il primo italiano (e l'unico assieme a Romano Prodi) a presiedere la Commissione delle Comunità europee. A 43 anni era la persona più giovane ad assumere la carica.
Fu durante il mandato della Commissione Malfatti che venne condotta la fase finale dei negoziati per l'ingresso nelle Comunità europee di Regno Unito, Irlanda, Danimarca e Norvegia e che venne firmato il trattato di allargamento il 22 gennaio 1972. Si trattò del primo allargamento delle Comunità europee. L'altro grande tema trattato dalla Commissione Malfatti fu quello dell'integrazione economica e del rafforzamento del coordinamento delle politiche monetarie.
La presidenza Malfatti venne tuttavia criticata da alcuni osservatori, che la ritennero meno efficace delle presidenze Hallstein e Rey e soprattutto incapace di imporsi a sufficienza nei confronti degli stati membri.
Il 21 marzo 1972 Malfatti si dimise dall'incarico di presidente della Commissione europea per concorrere alle elezioni politiche di quell'anno. È stato il primo e unico presidente della Commissione in carica a dimettersi per ragioni di politica interna. Tra il 26 ottobre 1972 e il 28 febbraio 1974 fece parte della rappresentanza italiana al Parlamento europeo.
Tra l'11 luglio 1972 e il 7 luglio 1973 Malfatti non ebbe incarichi di governo, ma venne eletto presidente della commissione finanze e tesoro della Camera.

### Ministro della Repubblica

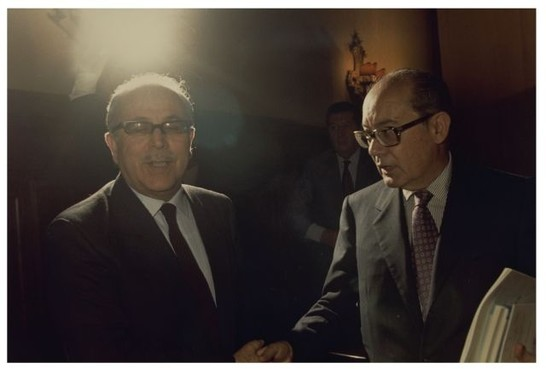
Franco Maria Malfatti (a destra) incontra una delegazione parlamentare del Marocco nel 1988

Il 7 luglio 1973 venne nominato nuovamente ministro e servì come ministro della pubblica istruzione del governo Rumor IV. Svolse lo stesso incarico fino alla fine della legislatura, facendo parte anche dei governi Rumor V, Moro IV e Moro V. Venne riconfermato ministro della pubblica istruzione anche nel successivo governo Andreotti III, in carica dal 29 luglio 1976 all'11 marzo 1978.
Nei governi Andreotti IV e Andreotti V in carica tra l'11 marzo 1978 e il 4 agosto 1979 Malfatti fu ministro delle finanze.
Il 4 agosto 1979 Malfatti venne nominato Ministro degli affari esteri nell'ambito del governo Cossiga I. Il 14 gennaio 1980 si dimise tuttavia dell'incarico per ragioni di salute.
Malfatti continuò a far parte della Camera dei deputati fino alla morte. Il 12 novembre 1987 venne messo a capo della delegazione parlamentare italiana presso le assemblee del Consiglio d'Europa e dell'Unione Europea Occidentale.
Nel 1989, con il ritorno di Arnaldo Forlani alla segreteria della Democrazia Cristiana, venne nominato capo della segreteria politica della DC.
Intensa fu l'azione politica che Malfatti svolse per l'affrancamento della Sabina e di Rieti, terre del proprio collegio elettorale e di origine dei suoi genitori, narrata dal libro "Malfatti, l'onorevole bambino - La memoria Il rimpianto L'oblio" presentato a Montecitorio, nella Sala della Lupa il 26 gennaio 2017, dal Presidente Romano Prodi. La biografia è anche un reportage sul deputato democristiano che ne è il protagonista insieme ad "un territorio, il Reatino, che non sta solo sullo sfondo del racconto, ma è partecipe della scena con i suoi cento paesi e le sue poche decine di migliaia di abitanti, area di grandi sofferenze per la secolare mancanza di lavoro e zona di fuga e di disperazione per molti. Il libro narra i tentativi fatti negli ultimi quarant'anni del secolo scorso per dare dignità agli uomini e alle donne che hanno abitato il Reatino e lo abitano ancora; e di uno Statista, l'Onorevole Bambino, Malfatti, che così era chiamato. Egli spese la vita, tutta la vita, per garantire il lavoro e un'esistenza decorosa alla sua gente, convinto che sarebbe stato pesante vivere senza la dignità del lavoro, la severità che attribuisce il lavoro, l'innalzamento che permette anche al più umile, la fierezza che ammette il lavoro e la libertà che assicura a chi ne ha, lo pratica e lo rispetta per conservarselo. Franco Maria intraprese l'ardua missione di tentare la piena occupazione, percorrendo strade in difficoltosa ascesa...quelle..illustrate nel discorso...dell'Immacolata, l'8 dicembre '62, noto come il discorso di fondazione del nucleo industriale di Rieti - Cittaducale. Per la nobiltà del fine valeva spendersi e tentare. Della Sabina fece un test sperimentale, una questione rilevante all'interno delle problematiche che presentavano il Sud, il Centro, tutta l'Italia e quindi l'Europa, luoghi dove andò ad assolvere l'opera per la quale fu chiamato dal voto popolare e, secondo la sua fede, da Dio: "Prima di formarti nel grembo materno ti conoscevo, prima che tu uscissi alla luce, ti avevo consacrato..." (Ger. 1,5) scoprendo che aree simili esistevano in Francia, in Inghilterra, in Spagna, in Irlanda. Gli uomini e le donne di quei luoghi lontani soffrivano la mancanza di lavoro come i reatini... Il reportage ruota attorno ad un vortice di esperienze, di grandi e piccoli fatti, di uomini veri. Tutta la storia ha per trama una frase breve: "L'Italia è una repubblica democratica fondata sul lavoro" formulata dal costituente Amintore Fanfani, dopo un accordo tra Dossetti e Togliatti raggiunto in un caffè di Piazza del Popolo, ove s'erano dati appuntamento".

## Vita privata
Malfatti sposò la marchesa Franca Spinola nel dicembre 1970. La coppia ebbe una figlia, Costanza, che nel 2001 ha donato all'Università di Perugia i 7236 volumi della biblioteca paterna.

## Incarichi parlamentari

### III legislatura
- 2ª Commissione Interni (dal 01/07/1960 al 15/05/1963)
- Presidente della 6ª Commissione Finanze e Tesoro (dal 12/06/1958 al 30/06/1960)
- membro della IX commissione lavori pubblici (1º luglio 1960 - 30 giugno 1962)
- membro della commissione speciale per l'esame del disegno di legge n. 11: "Conversione in legge del decreto-legge 11 giugno 1958, n. 573, concernente la proroga del termine stabilito dall'art. 23 della legge 31 luglio 1956, n. 879, concernente disposizione sulla cinematografia e successive modificazioni" (18 giugno 1958 - 15 maggio 1963)

### IV legislatura
- 3ª Commissione Affari Esteri e Comunitari (dal 21/01/1964 al 01/01/1966)
- VIII Commissione istruzione e belle arti (1º luglio 1963 - 20 gennaio 1964)
- Commissione speciale per l'esame del disegno di legge n. 1686 "Bilancio di previsione delle Stato per l'anno 1965" (30 ottobre 1964 - 4 giugno 1968)
- Commissione parlamentare per il parere al governo sulle norme delegate nelle materie previste dai trattati della Comunità Economica Europea (CEE) e della Comunità Europea dell'Energia Atomica (CEEA) (27 settembre 1965 - 18 marzo 1966)
- Commissione parlamentare di vigilanze sulle radiodiffusioni (dall'11/06/1963 al 08/12/1963)

### V legislatura
- 3ª Commissione Affari Esteri e Comunitari (dal 21/06/1968 al 25/06/1970)

### VI legislatura
- 6ª Commissione Finanze e Tesoro (dal 25/05/1972 al 17/09/1973)
- 8ª Commissione lavoro e previdenza sociale (dal 17/09/1973 al 04/07/1976)
- componente della commissione parlamentare per il parere al governo sulle norme delegate relativa alla riforma tributaria (25 luglio 1972 - 7 luglio 1973)
- componente della rappresentanza italiana al parlamento europeo (26 ottobre 1972 - 28 febbraio 1974)

### VII legislatura
- 3ª Commissione Affari Esteri e Comunitari (dal 05/07/1976 al 19/06/1979)

### VIII legislatura
- 3ª Commissione Affari Esteri e Comunitari (dal 14/01/1980 al 11/07/1983)

### IX legislatura
- 3ª Commissione Affari Esteri e Comunitari (dal 12/07/1983 al 01/07/1987)

### X legislatura
- Presidente della delegazione parlamentare italiana presso le assemblee del Consiglio d'Europa e della UEO (dal 12 novembre 1987 al 10 dicembre 1991)
- 3ª Commissione Affari Esteri e Comunitari (dal 4 agosto 1987 al 10 dicembre 1991)